# Crema de fruita
La crema de fruita o curd de fruita són unes postres fetes generalment amb cítrics, com ara llimona, llima, taronja o mandarina. Altres variacions de sabor inclouen la fruita de la passió, el mango i baies com els gerds, els nabius o les mores. Els ingredients bàsics són el rovell d'ou batuts, el sucre, el suc de fruita i la ratlladura, que es couen suaument junts fins que queden espessos i després es deixen refredar, formant una pasta tova, suau i saborosa. Algunes receptes també inclouen clara d'ou o mantega.
A l'Anglaterra de finals del segle xix i principis del XX el lemon curd (crema de llimona) casolà se servia tradicionalment amb pa o scones (bescuits) a l'hora del te de la tarda com a alternativa a la melmelada i com a farciment de pastissos i pastes petites. Les cremes de fruita contemporànies elaborades comercialment segueixen sent una crema d'untar popular per al pa, els scones, les torrades, les gofres, els crumpets, els pancakes, el pastís de formatge o els muffins. També poden afegir-se per donar gust a les postres o al iogurt.
Les cremes de fruita es diferencien de cremes de farcir pastissos o el custard (crema) en què contenen una proporció més alta de suc i ratlladura, cosa que els confereix un gust més atrevit i fruitós. A més, les cremes de fruita que contenen mantega tenen una textura més suau i cremosa que les de farcir pastissos i el custard, que contenen poca o cap mantega i fan servir midó de blat de moro o farina per espessir. A més, a diferència dels custards, les cremes de fruita no se solen menjar soles.